# هلدر سا
هلدر سا (انگلیسی: Hélder Sá؛ زادهٔ ۱۰ نوامبر ۲۰۰۲) بازیکن فوتبال است.
وی همچنین در تیم‌های ملی فوتبال زیر ۱۸ سال پرتغال و زیر ۲۰ سال پرتغال بازی کرده‌است.